# Centro Asociado de la UNED en Pontevedra
El Centro Asociado de la UNED en Pontevedra (UNED Pontevedra) es un centro docente de enseñanza universitaria de la Universidad Nacional de Educación a Distancia (UNED) ubicado en la ciudad española de Pontevedra. Forma parte del Campus Noroeste de la UNED y es su centro más grande.
Es la primera sede de la UNED en Galicia, originalmente denominada Centro Regional de la UNED en Galicia.

## Ubicación
El Centro Asociado de la UNED en Pontevedra está situado en la calle Portugal, 1, en el barrio de Monte Porreiro de la capital pontevedresa.

## Historia
Las gestiones para la creación del centro de la UNED en Pontevedra se iniciaron en 1972 gracias a la disposición de la Diputación Provincial de Pontevedra, el Ayuntamiento de Pontevedra y la Caja de Ahorros Provincial de Pontevedra. Fue el primer centro asociado de la UNED en Galicia y el segundo en España. En el momento de su inauguración, era el único centro de la UNED en Galicia, Asturias y León, comunidades a las que extendió su ámbito territorial.
El centro universitario fue creado por decreto ministerial el 12 de enero de 1973 y abrió sus puertas en la Residencia de Estudiantes Virgen Peregrina (actual Residencia de Estudiantes Abanca), que le cedió varios despachos y aulas. La inauguración tuvo lugar el 12 de marzo de 1973, con la presencia del Rector de la Universidad de Santiago de Compostela y del Gobernador Civil de Pontevedra.
Su primer curso se inició con la impartición de dos carreras universitarias, Derecho y Filosofía y Letras. El centro universitario contaba entonces con 350 alumnos. Su primer director, de 1973 a 1975, fue José Antonio Souto Paz, catedrático de Derecho de la Universidad de Santiago de Compostela. En 1974 se implantaron siete carreras más. Durante el curso académico 1974-1975, la sede de la UNED se trasladó temporalmente a dos plantas del edificio central de la Caja de Ahorros Provincial de Pontevedra, en el barrio de Campolongo, y se matricularon 1 188 alumnos.
El 23 de octubre de 1987, la UNED se trasladó a su sede definitiva en la ciudad, un nuevo edificio de 7 000 metros cuadrados en el barrio de Monte Porreiro, en una finca de más de 20 000 metros cuadrados rodeada de jardines con árboles singulares. En ese curso académico había más de 3 000 alumnos y en el curso 1992-1993 más de 4 000.
El 7 de diciembre de 1994, el Centro Asociado de la UNED en Pontevedra se integró en la red básica de Centros Asociados de la UNED (esto significa que en el Centro Asociado se imparten y pueden cursarse todos los estudios ofertados por la UNED a nivel nacional). A partir de 2007 se crearon varias Aulas Universitarias del centro en la provincia de Pontevedra dependientes de la sede central de Pontevedra. En 2007 se creó el Aula de Lalín, en 2010 la de Tuy, en 2012 la de Vigo, en 2017 la de Portas y en 2022 la de Porriño.
En septiembre de 2020, el Centro Asociado de la UNED en Pontevedra se convirtió en la sede del Campus Español del Noroeste de la UNED, que coordina los 14 Centros Asociados de la UNED en Galicia, Asturias, Castilla y León y Extremadura (Pontevedra, La Coruña, Orense, Lugo, Gijón, Ávila, Burgos, Palencia, Ponferrada, Segovia, Soria, Zamora, Mérida y Plasencia).

## Descripción
Con 4 500 alumnos, el centro de la UNED en Pontevedra es el centro asociado con más estudiantes de Galicia. Ofrece 30 titulaciones universitarias, 13 idiomas en el CUID (Centro Universitario de Idiomas a Distancia), el curso de acceso a la universidad para mayores de 25 años y el programa UNED Sénior para mayores de 55 años. Las carreras más demandadas del centro universitario pontevedrés son Psicología y Derecho.
Las carreras universitarias que se pueden cursar en el centro universitario de Pontevedra son las siguientes: Administración y dirección de empresas, Antropología Social y Cultural, Ciencias ambientales, Ciencias Jurídicas de las Administraciones Públicas, Educación Infantil, Física, Matemáticas, Ciencias Políticas y de la Administración, Criminología, Química, Derecho, Economía, Educación social, Filología inglesa (lengua, literatura, cultura), Filología hispánica, Filosofía, Geografía e Historia, Historia del arte, Ingeniería informática, Ingeniería en Tecnologías de la Información, Ingeniería mecánica, Ingeniería en electrónica industrial y automática, Ingeniería eléctrica, Ingeniería en tecnologías industriales, Ingeniería de la energía, Pedagogía, Psicología, Sociología, Trabajo social, Turismo, Comunicación e Inteligencia Artificial. Además de los citados grados, el centro también oferta dobles grados, másteres y doctorados. El centro también imparte el 80% de los cursos de extensión universitaria de la UNED en España. El centro de la UNED en Pontevedra ofrece además cursos de verano ininterrumpidamente desde 1989.
El Centro Asociado de la UNED en Pontevedra es el centro español más grande del Campus Noroeste de la UNED. El edificio cuenta con tres plantas y un patio interior, 4 locutorios, un aula de informática, una biblioteca, 30 aulas, laboratorios (de física, química, biología, psicología, ingeniería, matemáticas e informática), una sala de reuniones, una librería, una cafetería y un Aula Magna de 600 metros cuadrados inaugurada en marzo de 2016.
Un gran mural de más de 12 metros de longitud del artista Manuel Moldes, pintado en 1987 y titulado O río da vida, decora un lateral del vestíbulo de la primera planta del edificio de la UNED.
La Junta Rectora del Centro Universitario de Pontevedra está compuesta por los siguientes órganos: UNED, Diputación Provincial de Pontevedra, Ayuntamiento de Pontevedra, Junta de Galicia y la empresa ENCE.
La UNED de Pontevedra colabora con diferentes emisoras de radio, como Cadena SER Radio Pontevedra, Onda Cero, Europa FM o COPE, para la realización de actividades y programas de radio desde su Salón de Actos. En particular, la UNED de Pontevedra organiza eventos en colaboración con estas emisoras para celebrar el Día Mundial de la Radio y para la difusión de programas como "Cuerpos especiales" de Eva Soriano
 o La ventana de Carles Francino.

## Galería de imágenes

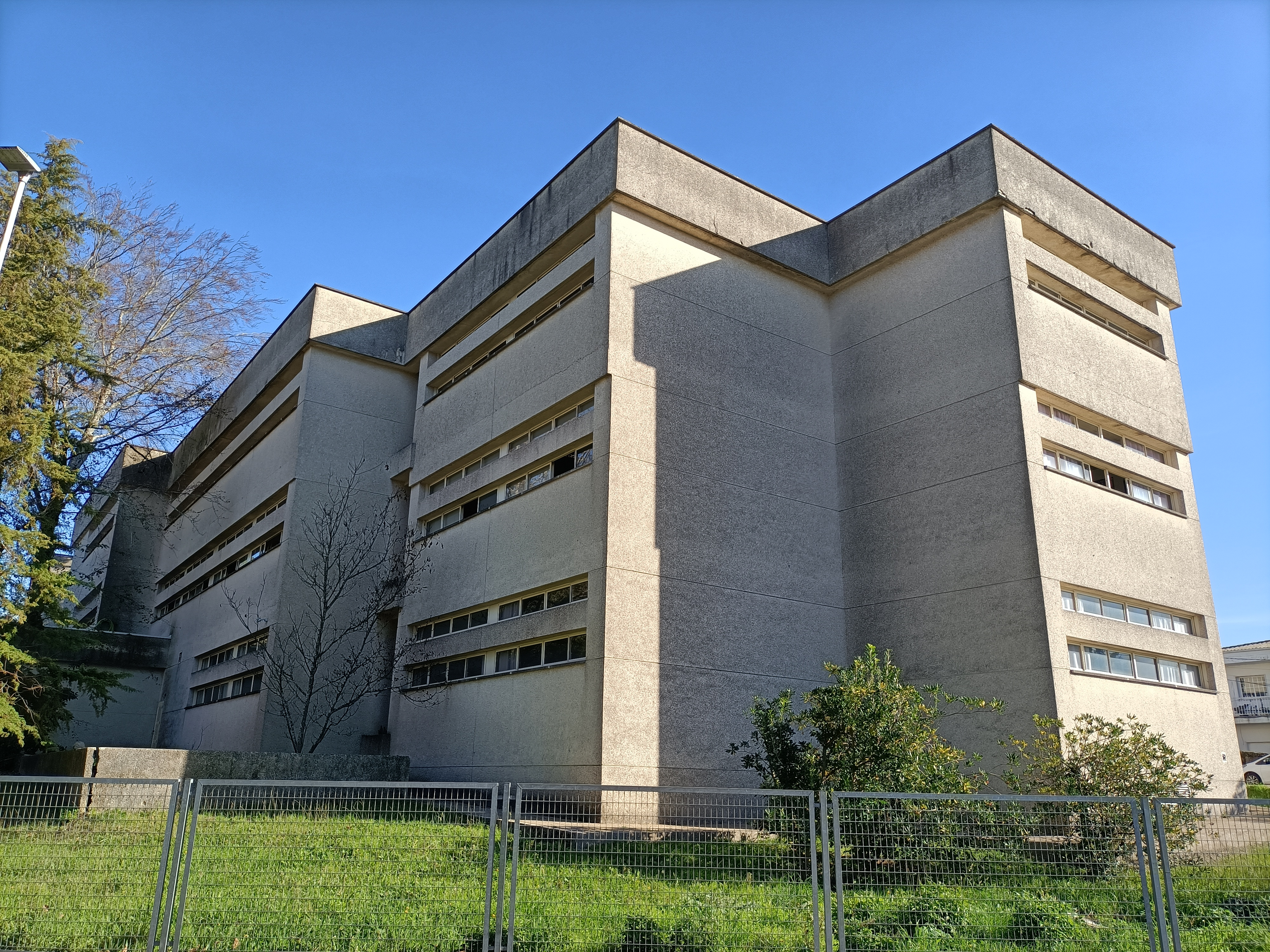
Fachada oeste del centro asocidado de la UNED en Pontevedra capital
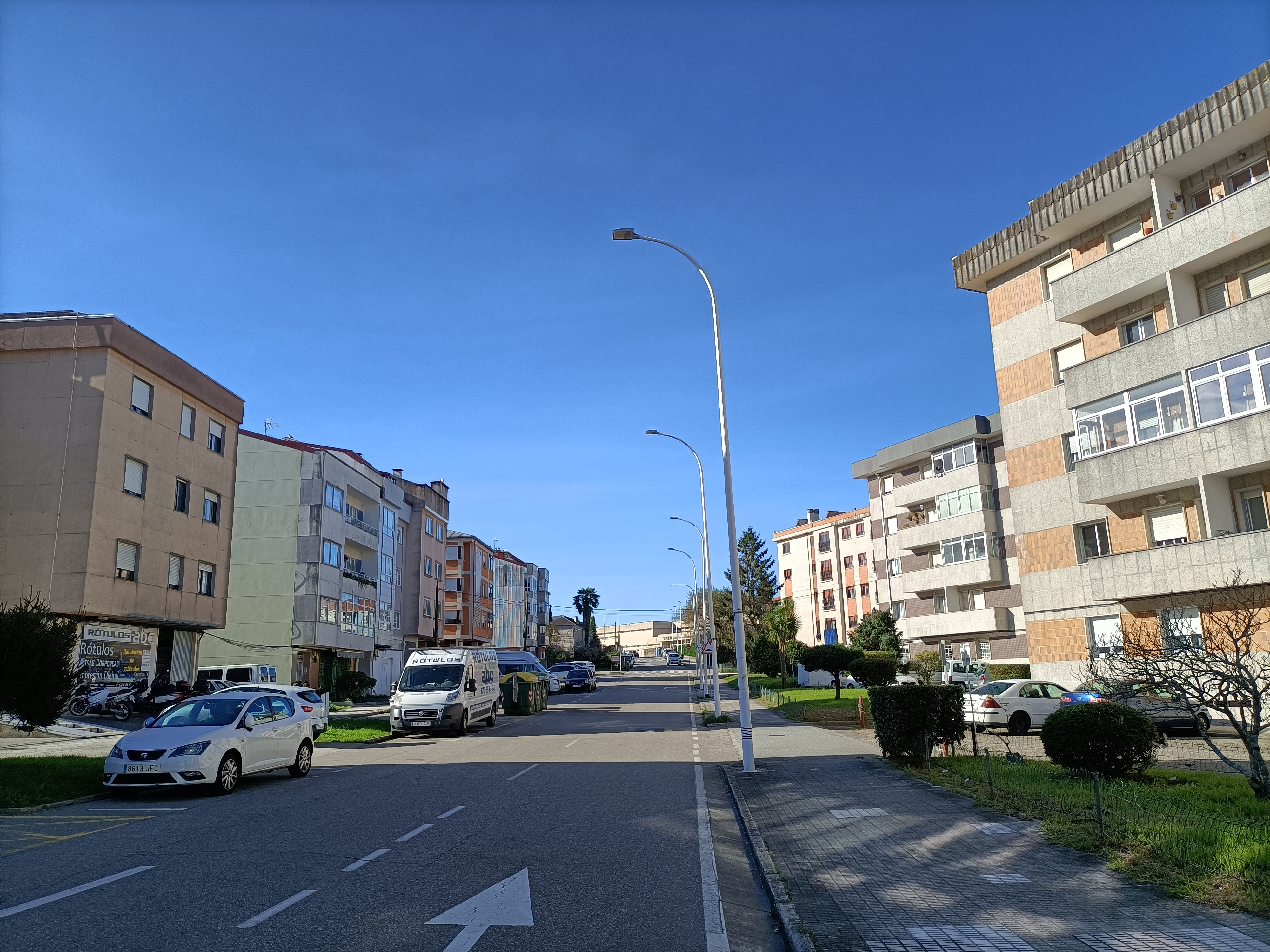
Centro de la UNED al final de la calle Portugal
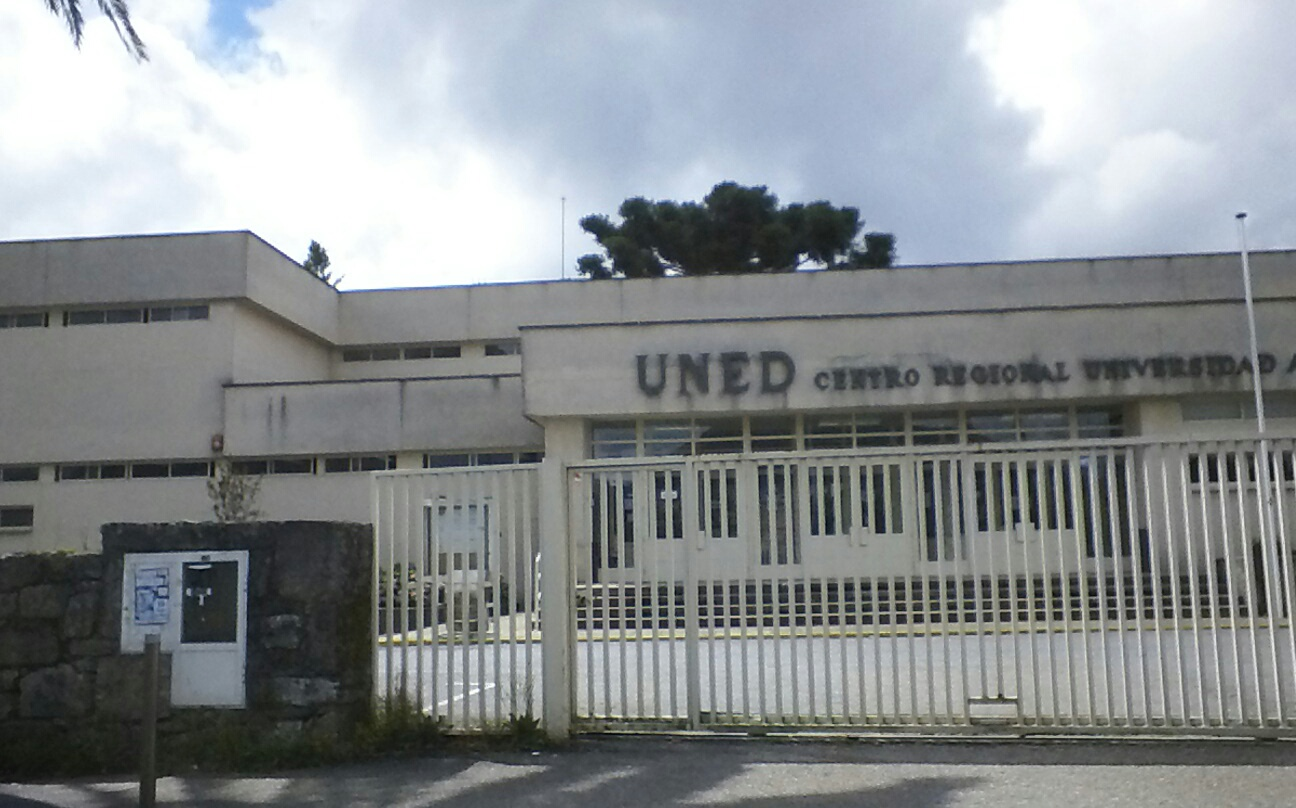
Sede del Centro Asociado de la UNED en Pontevedra
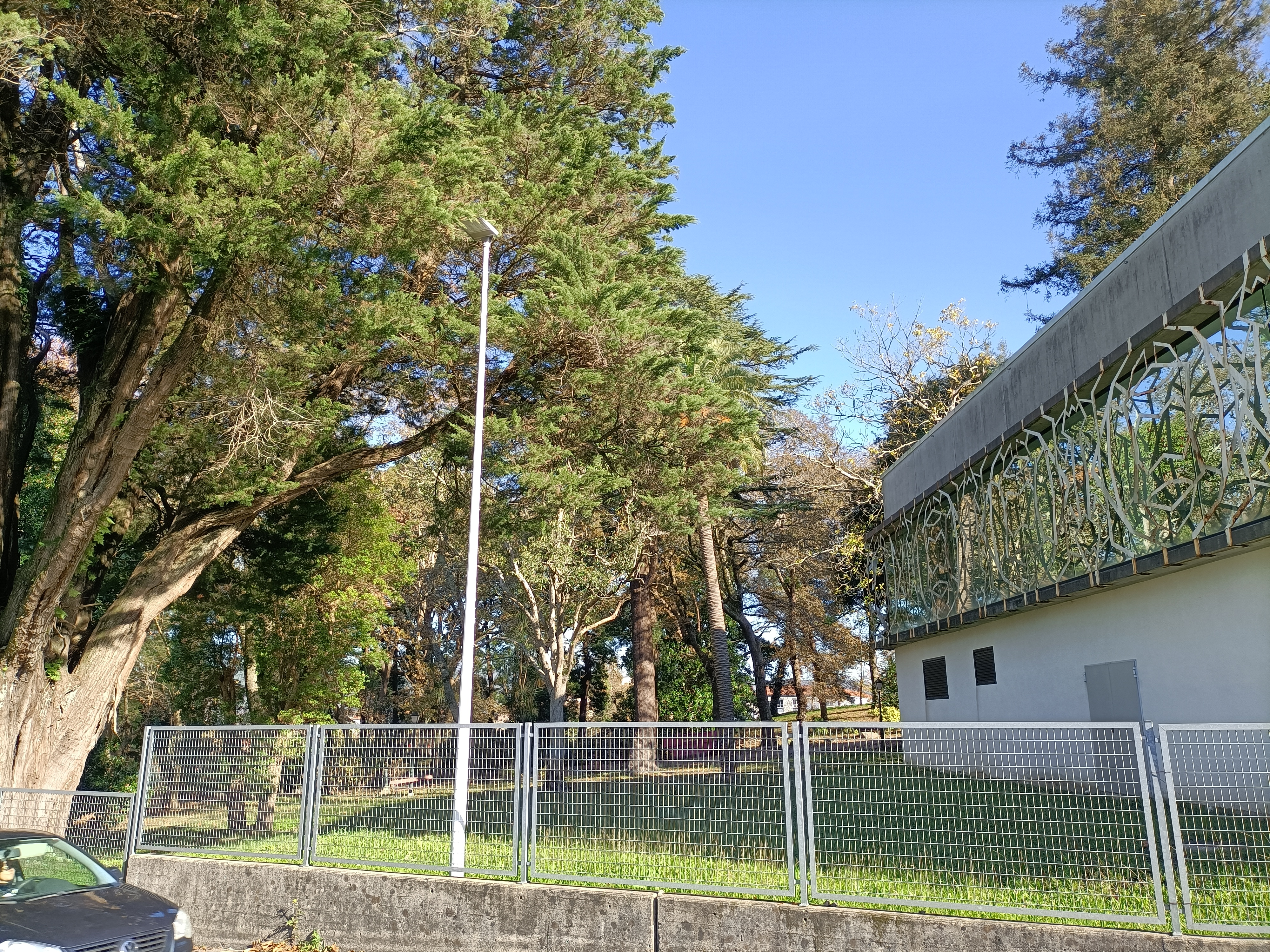
Aula Magna y Parque de la UNED
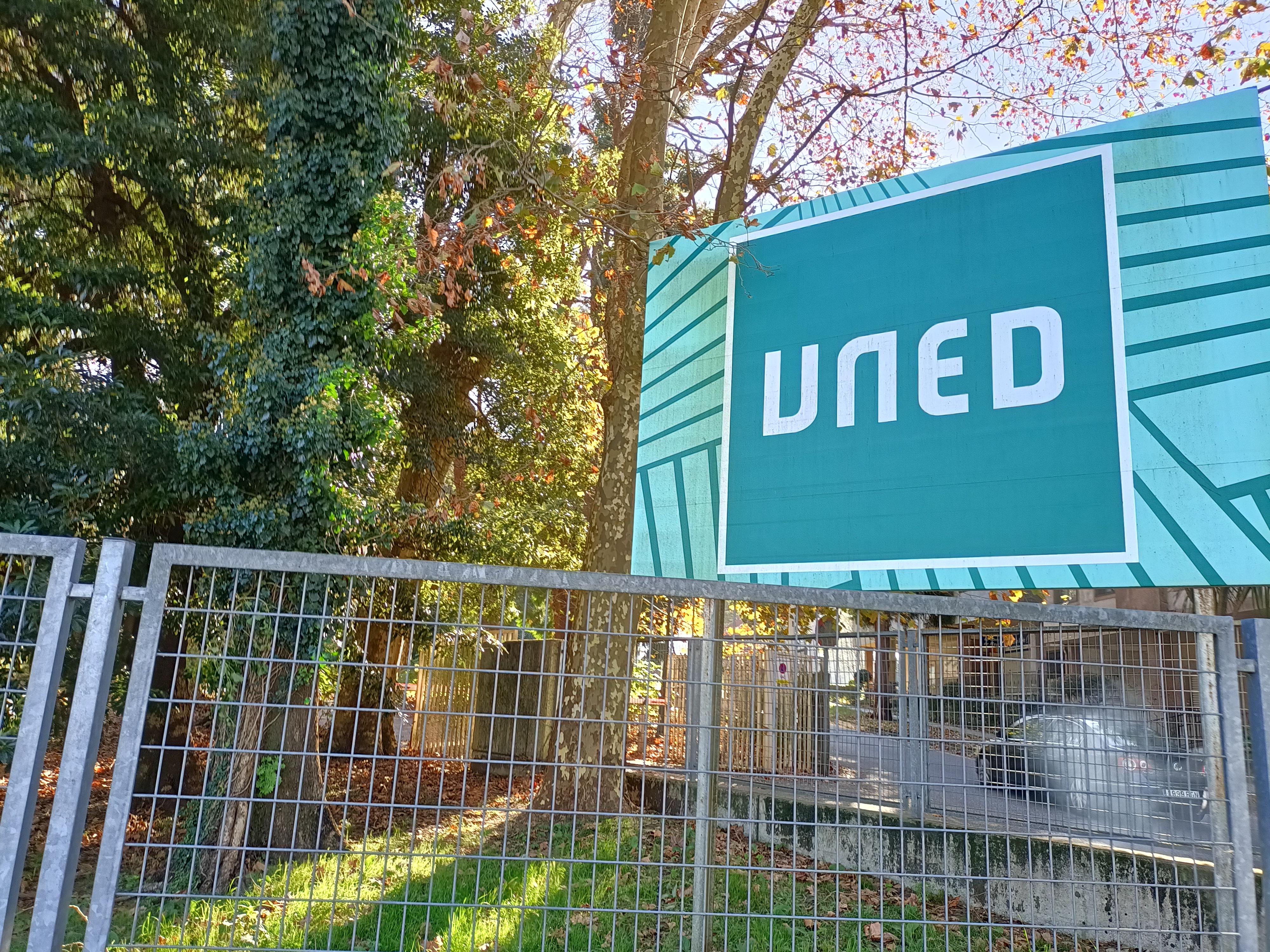
Parque de la UNED
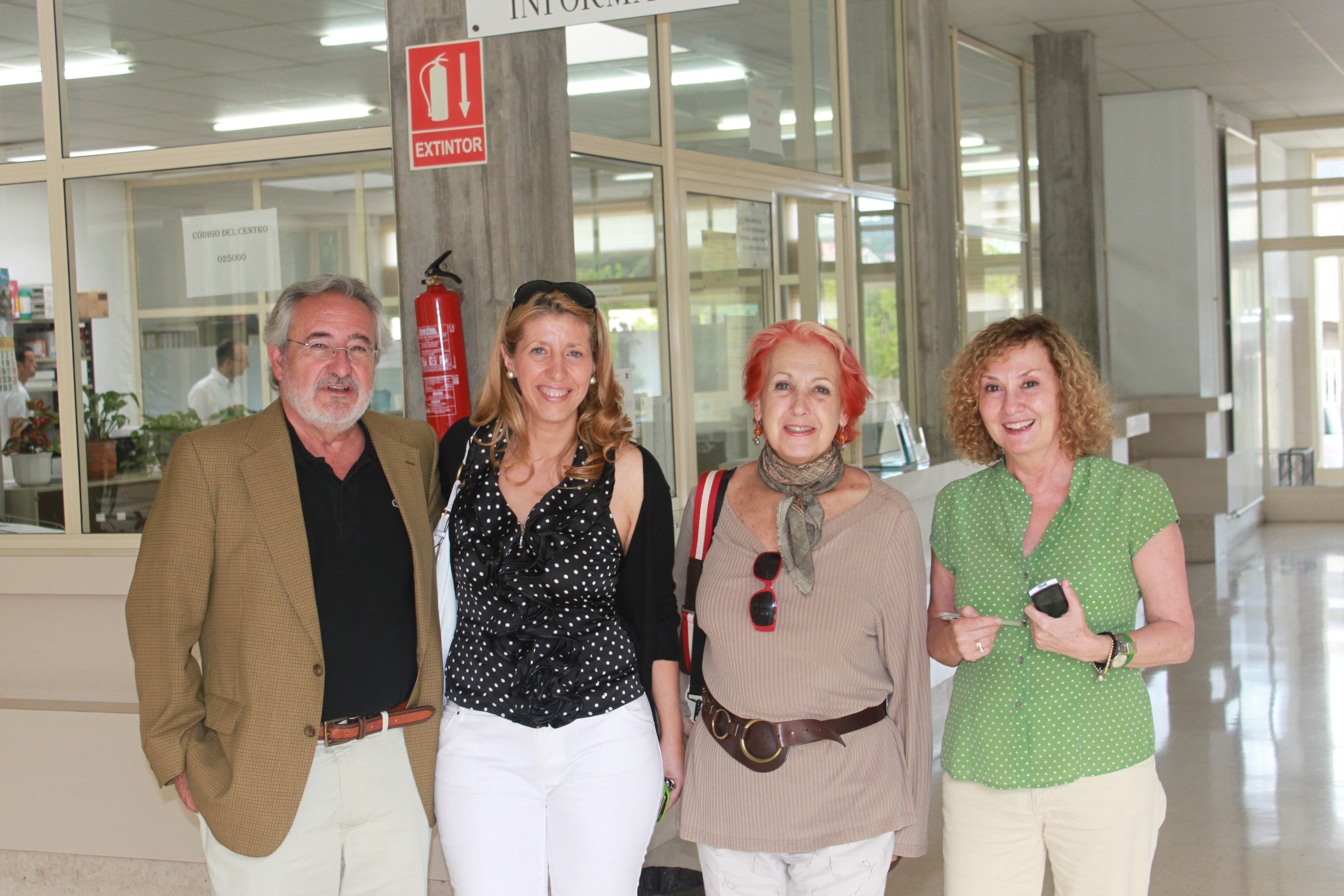
La periodista Rosa María Calaf en el centro asociado de la UNED de Pontevedra
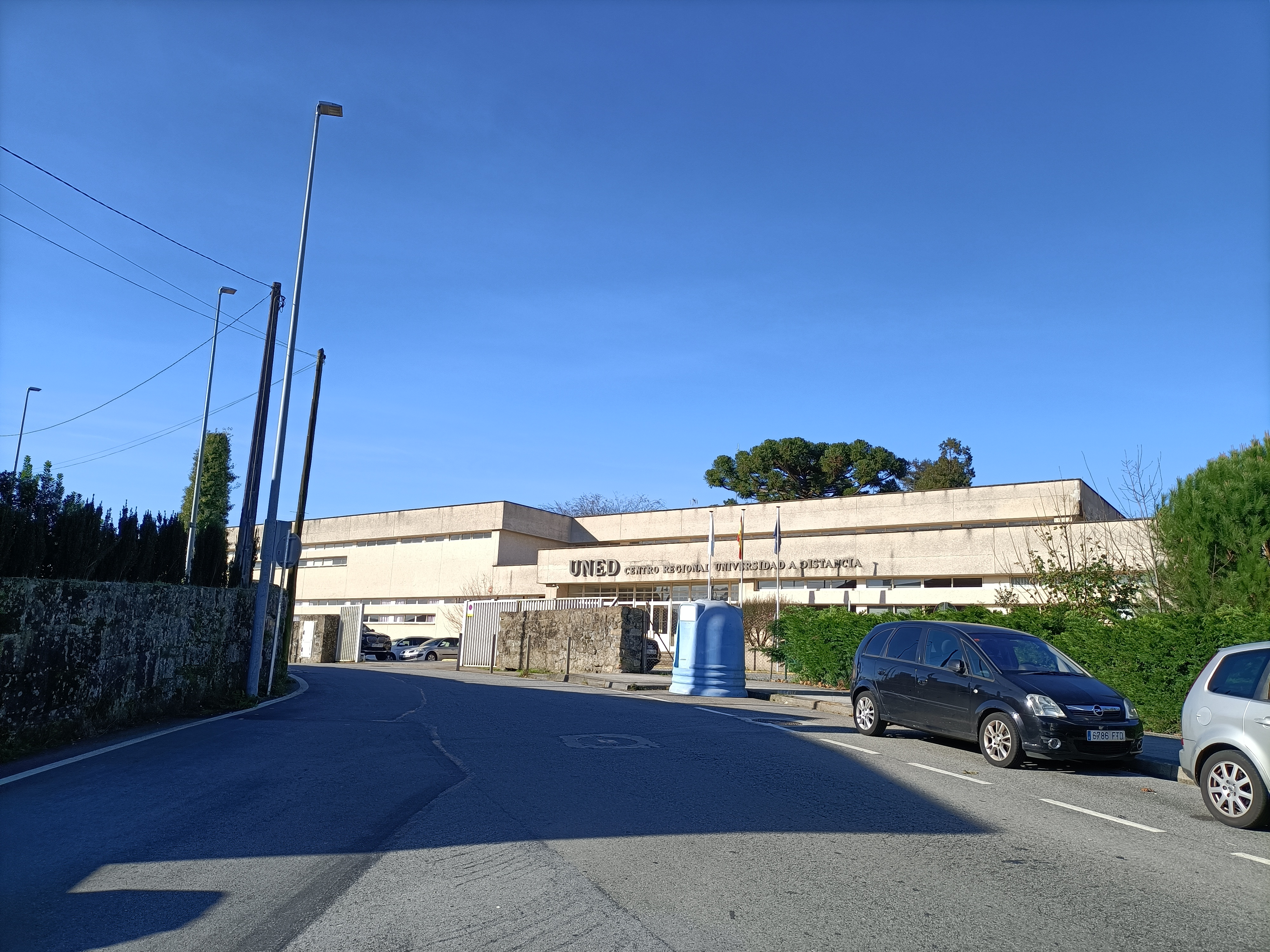
Edificio de la UNED
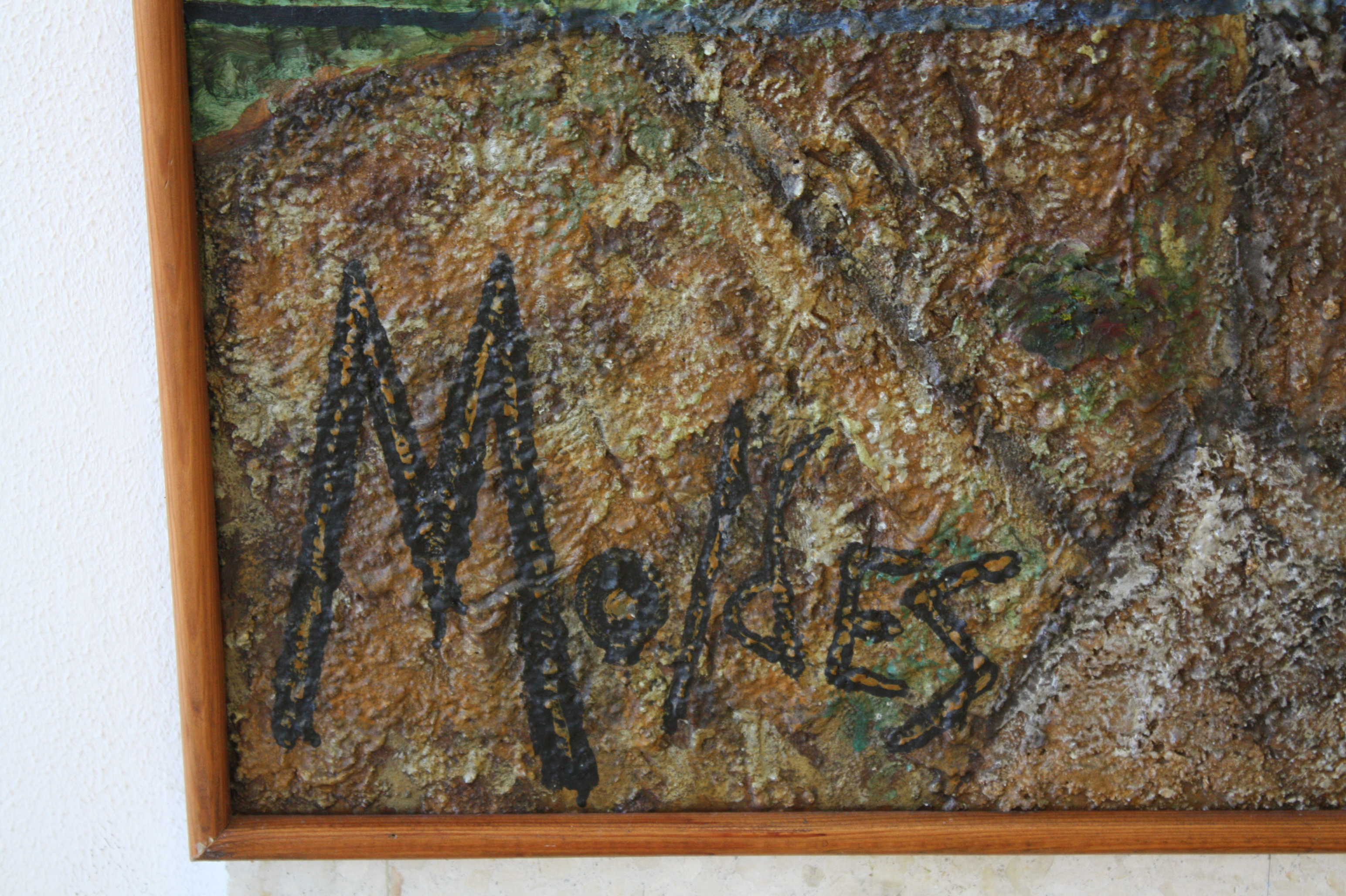
Detalle del mural de Manuel Moldes en el interior de la UNED en Pontevedra
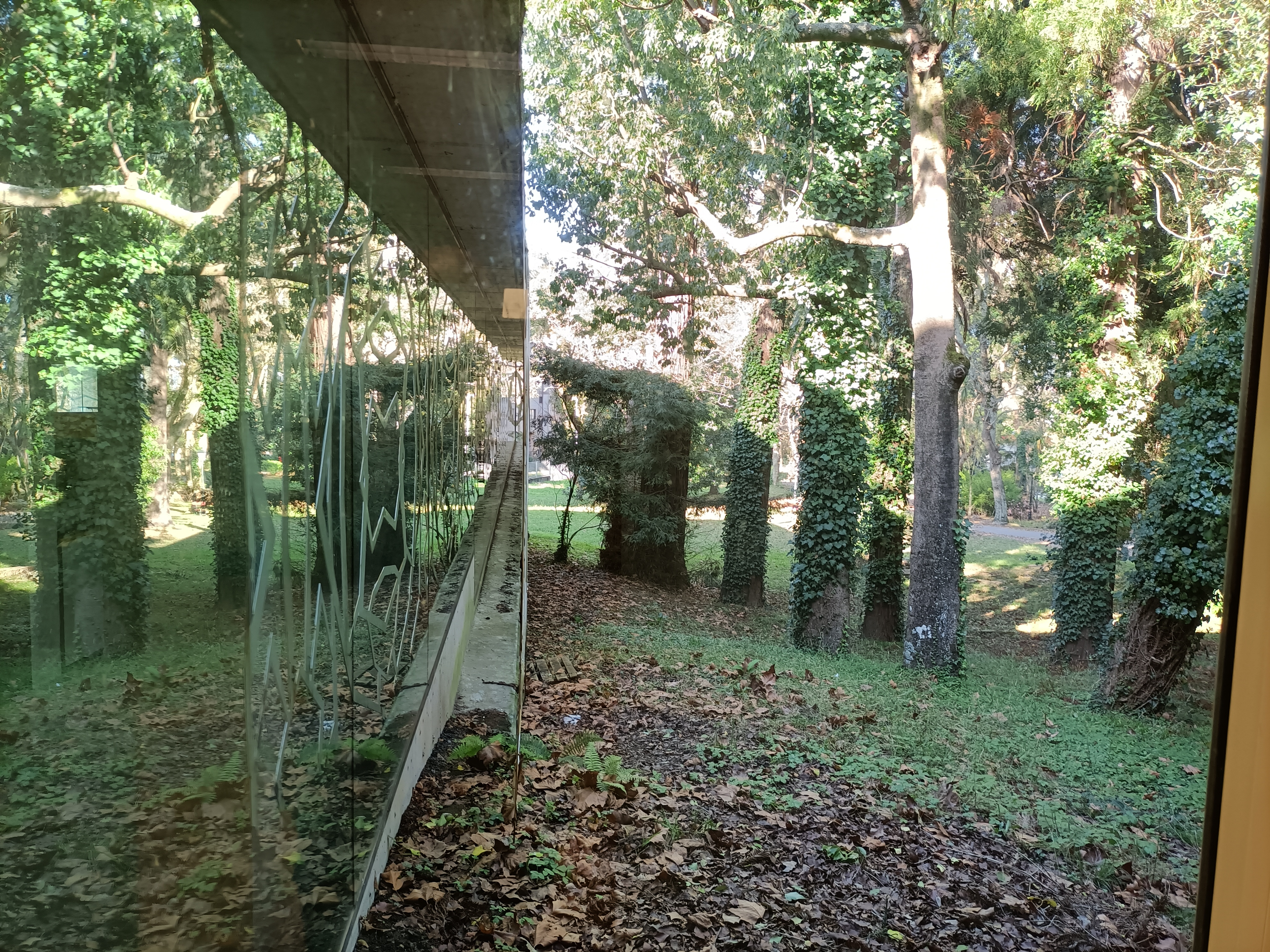
Parque y lateral del Aula Magna
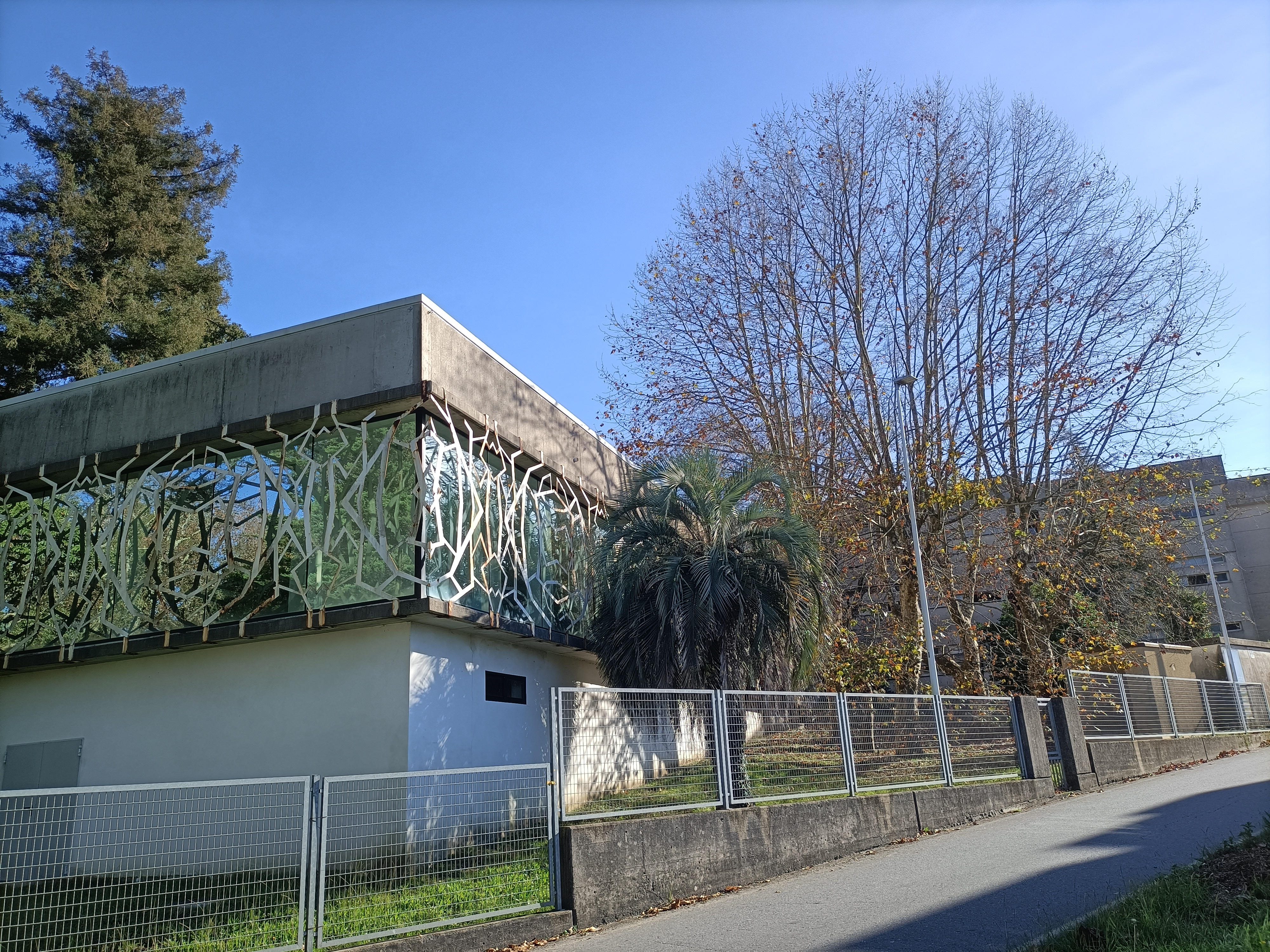
Aula Magna y Edificio Principal al fondo
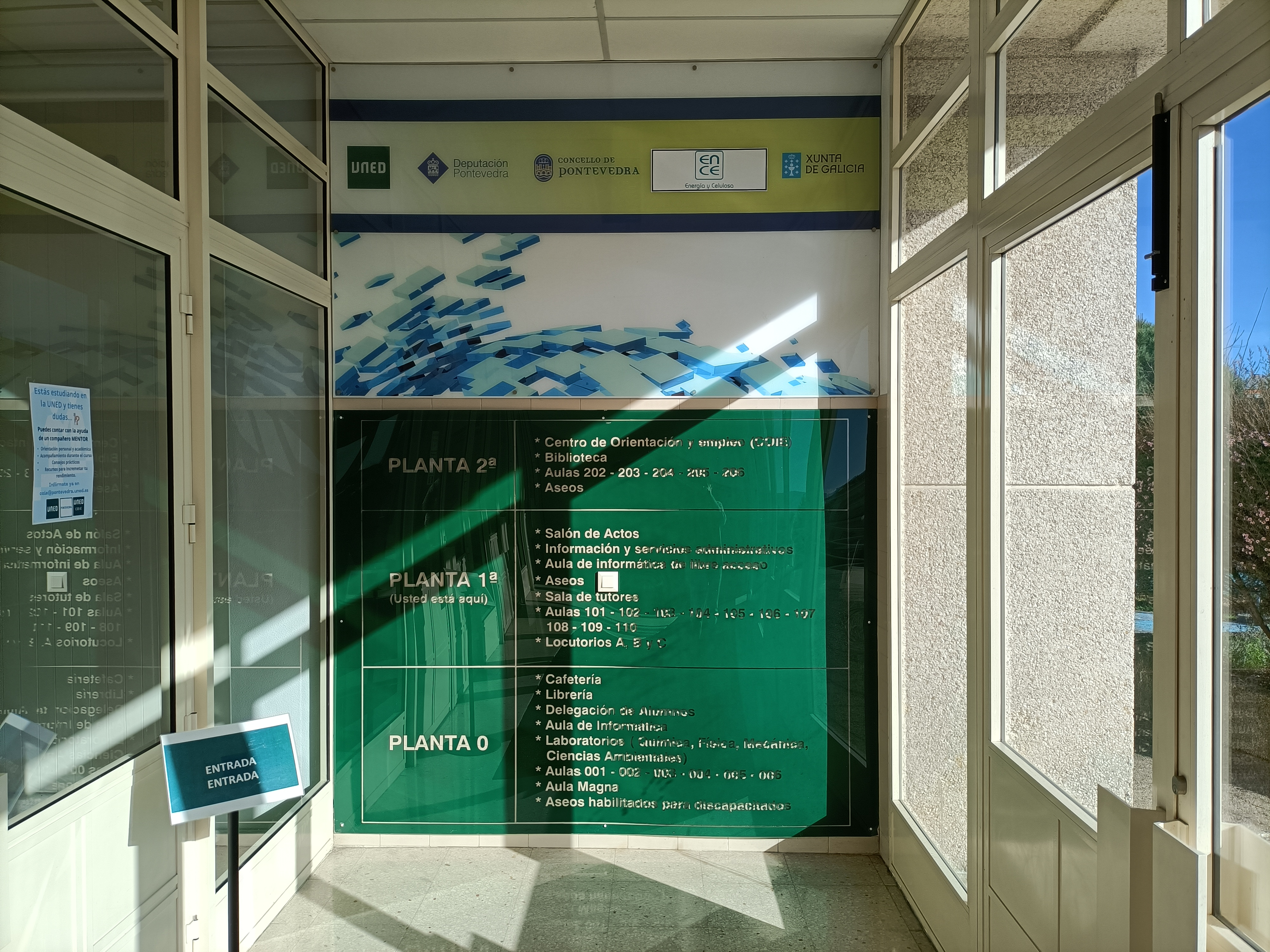
Directorio en la entrada de la UNED
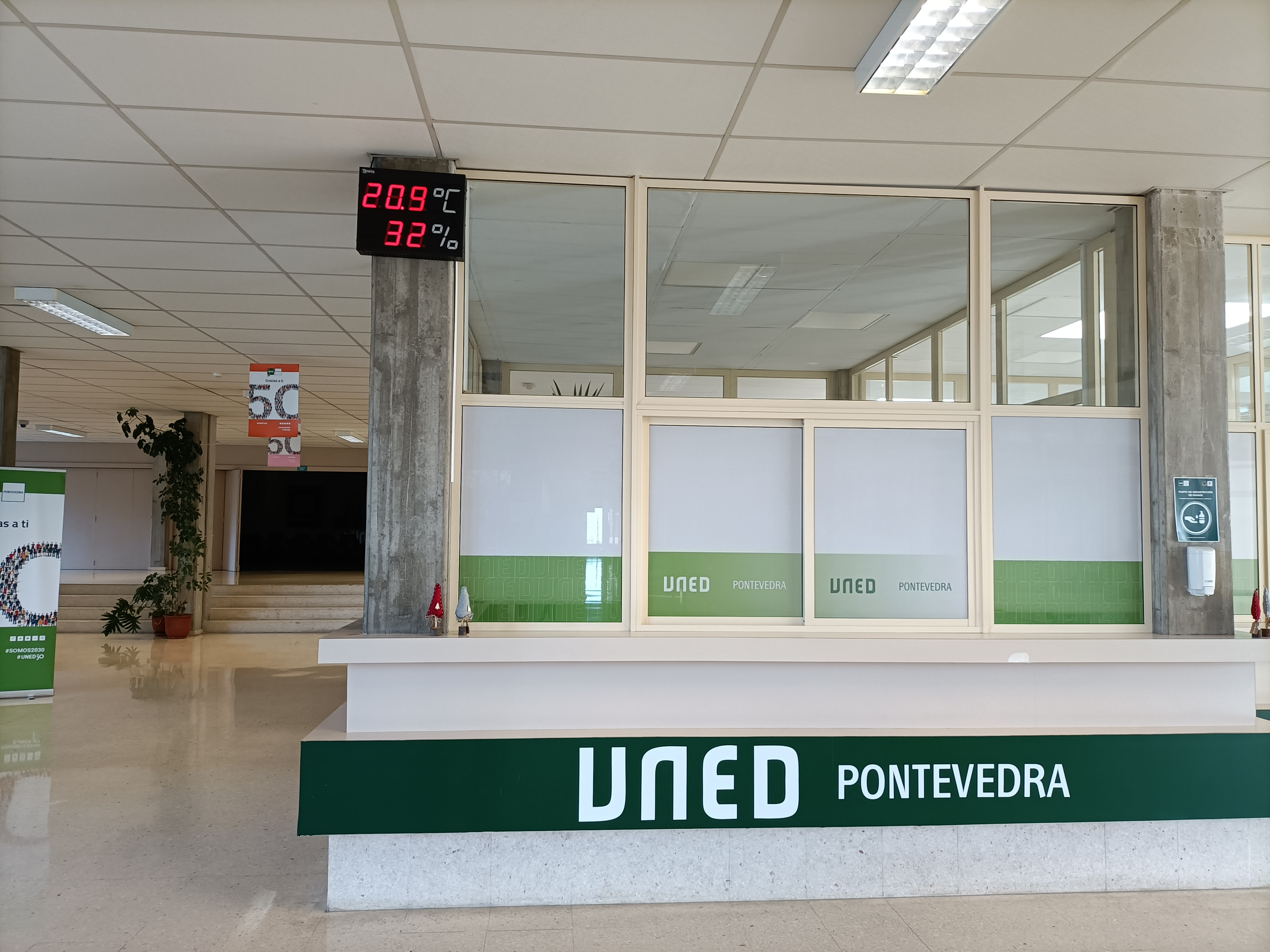
Hall en el interior de la sede pontevedresa
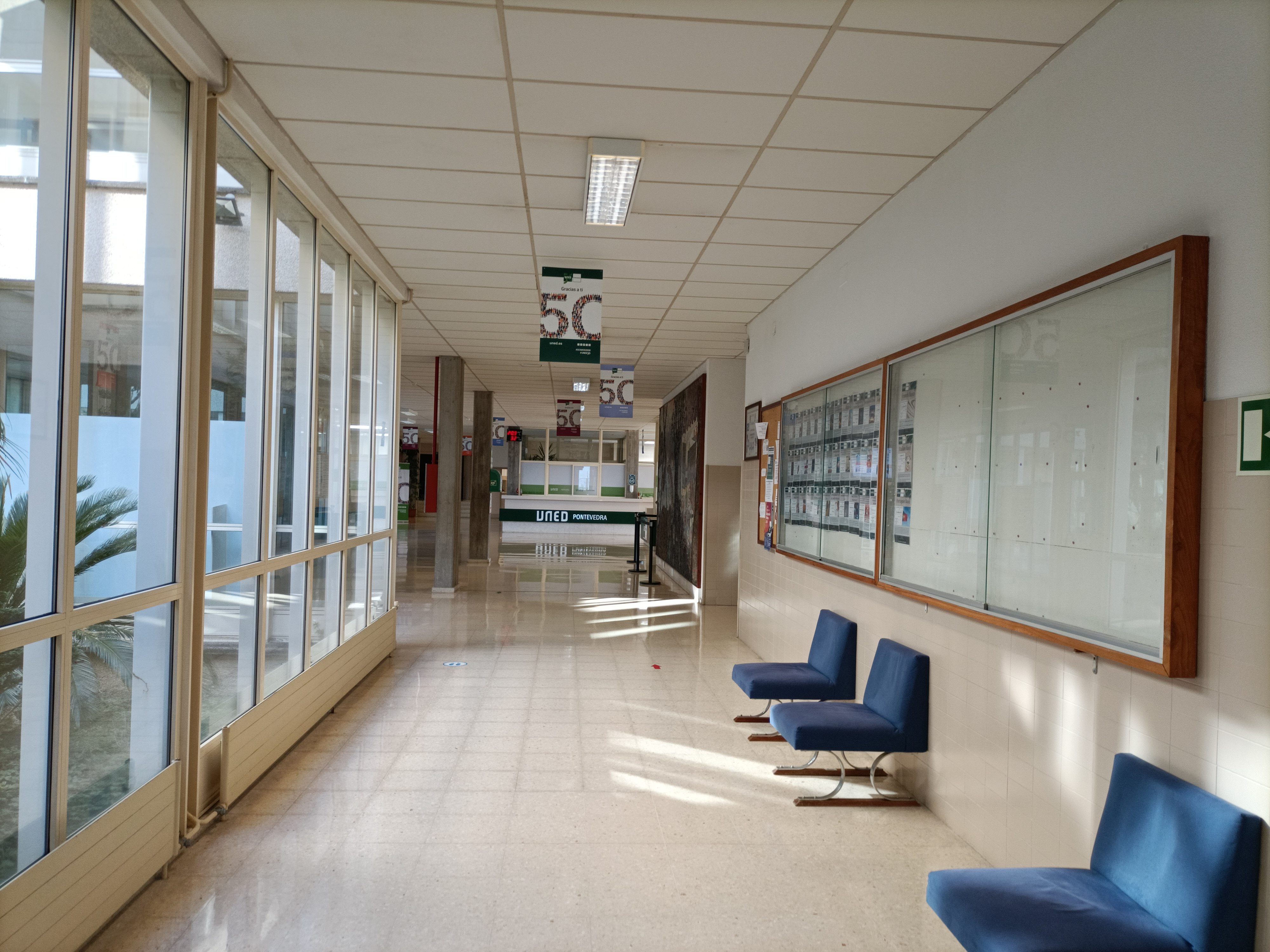
Uno de los pasillos del centro universitario
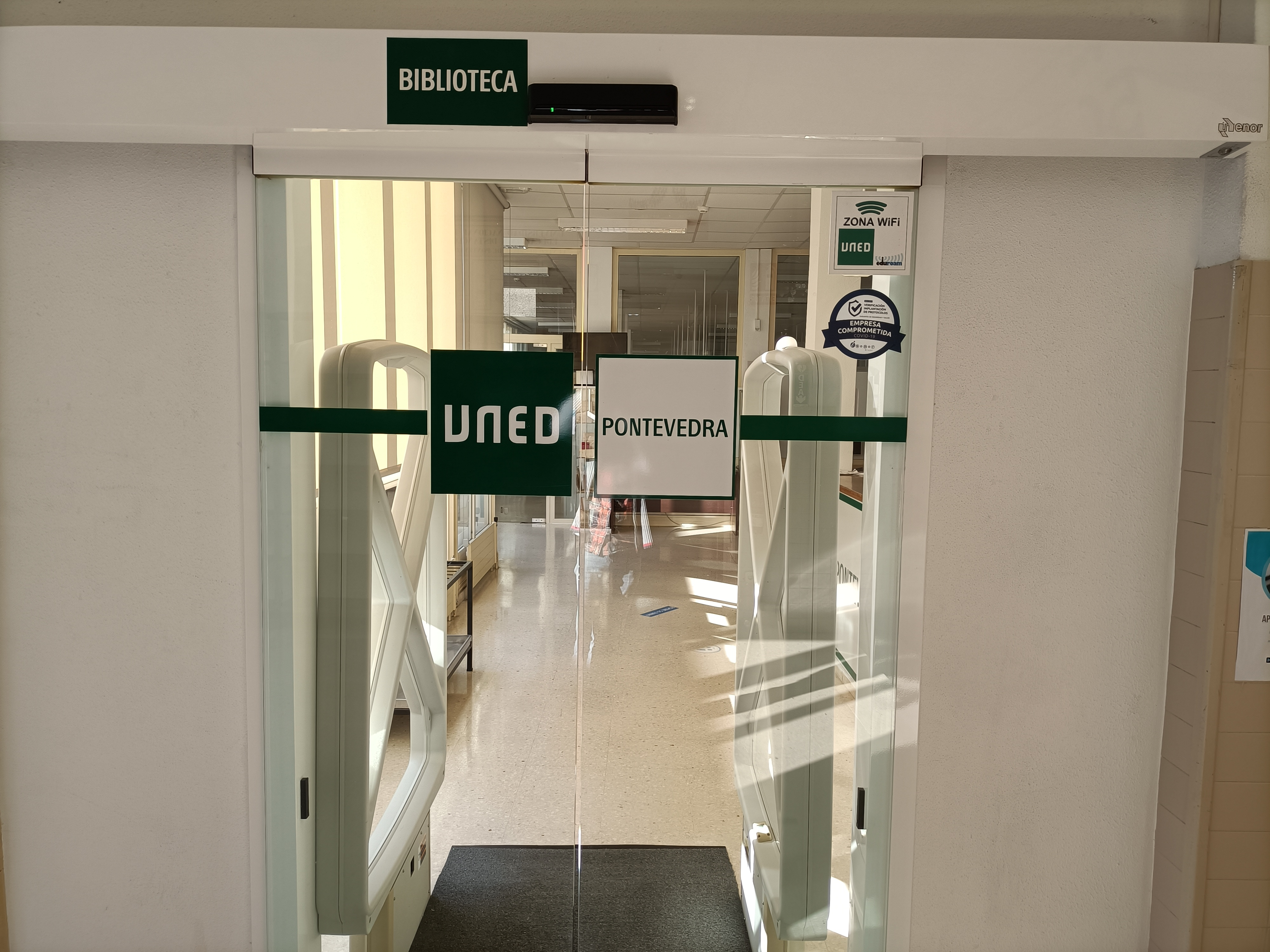
Entrada a la biblioteca del centro
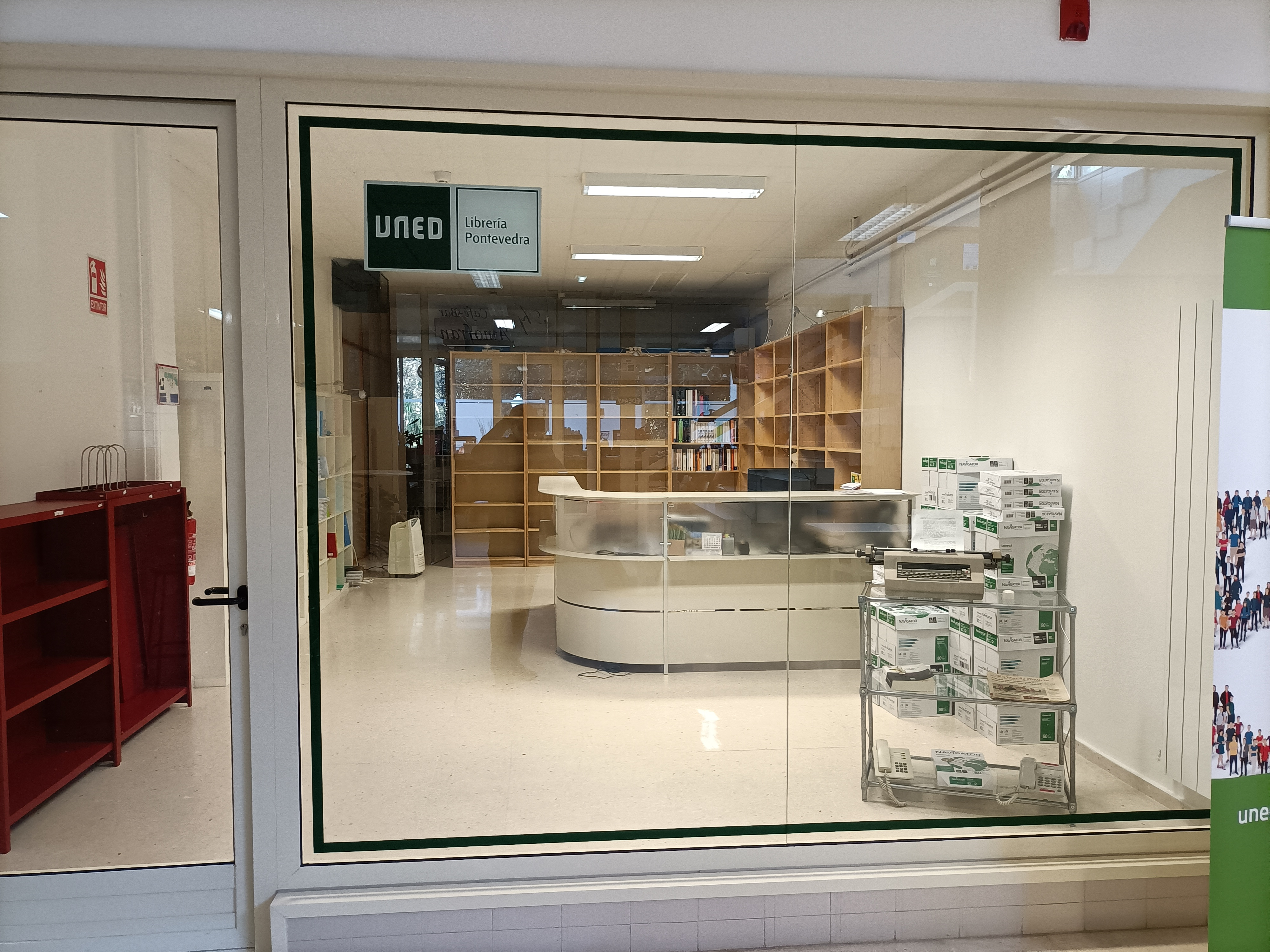
Librería del centro pontevedrés